# 535 (szám)
Az 535 (római számmal: DXXXV) egy természetes szám, félprím, az 5 és a 107 szorzata.

## A szám a matematikában
A tízes számrendszerbeli 535-ös a kettes számrendszerben 1000010111, a nyolcas számrendszerben 1027, a tizenhatos számrendszerben 217 alakban írható fel.
Az 535 páratlan szám, összetett szám, azon belül félprím, kanonikus alakban az 51 · 1071 szorzattal, normálalakban az 5,35 · 102 szorzattal írható fel. Négy osztója van a természetes számok halmazán, ezek növekvő sorrendben: 1, 5, 107 és 535.
Az 535 négyzete 286 225, köbe 153 130 375, négyzetgyöke 23,13007, köbgyöke 8,11804, reciproka 0,0018692. Az 535 egység sugarú kör kerülete 3361,50414 egység, területe 899 202,35727 területegység; az 535 egység sugarú gömb térfogata 641 431 014,9 térfogategység.